# Pentimento
Pentimento (tal. pentimento, eng. pentiment, franc. un repentir) je naziv za naknadni slikarev ispravak na već dijelom dovršenom djelu. Radi se zapravo o presliku kojim umjetnik ispravlja ili mijenja detalje, ili veće dijelove slike, što odaje slojevit i često ne odveć pravolinijski proces nastajanja umjetničkoga djela.
Pojam potječe iz talijanskog i izvorno znači „pokajati se".
Premda su bili česti, pentimenti  se golim okom najčešće ne mogu vidjeti, osim u slučajevima kada je izvorni crtež prekriven toliko tankim slojem boje da su reljefne konture preslikanih poteza kistom ostale vidljive, ili da je boja upotrijebljena za preslikavanje vremenom izblijedjela i postala dijelom providna.
Pentimenti se međutim relativno lako mogu otkriti rendgenskim snimkama slika ili tehnikom Infracrvene reflektografije. Brojna djela koja su zadnjih desetljeća tako istražena, pokazala su da su pentimenti bili vrlo česti u slikarstvu uljem na platnu, još tamo od Jana van Eycka, Tiziana, Caravaggia i Rembrandta do Miroslava Kraljevića.
Razlog tome je što su stari majstori često započinjali rad na slici bez pripremnih crteža, korigirajući eventualne nedostatke ili unoseći nove kompozicijske elemente „u hodu“, preslikavajući dijelove kojima nisu bili zadovoljni tj. slikovito rečeno „kajući se“, što je izvorno značenje pojma pentimento.

## Primjeri
Odličan primjer pentimenta je slika Antonella da Messine „Salvator Mundi“ na kojoj se, zbog blijeđenja boje, u dnu kristova vrata, malo iznad blagoslovljajuće ruke vidi trag izvorno naslikane, kasnije preslikane košulje, košulje koja je na taj način neznatno smanjena.
Glasovita Picassova slika „Stari gitarist“ iz 1903. godine odaje tragove ranije slike naslikane na istome platnu prije one sadašnje. Već je i golim okom iznad starčeva moguće uočiti konture ženskoga lica koje pripada prethodnoj slici. Tu se međutim ne radi o pentimentu nego o klasičnom presliku, čemu su pribjegavali mnogi slikari, uglavnom zbog skromnih financijskih mogućnosti u kojima su djelovali, s obzirom na to da nova grundirana, za slikanje pripremljena platna nikada, a osobito nekoć nisu bila jeftina.
Osobito znakovitim pokazali su se Caravaggiovi pentimenti. Mahonova intuicija se pokazala posve točnom. Tako je, primjerice rengenska snimka slike Kartaši koju je sir Denis Mahon 2006. kupio na aukciji kao djelo nepoznatog kopista prema Caravaggiu, pokazala da je lice jednog od dvojice prikazanih varalica bilo u cijelosti naslikano prije nego što je slikar preko njega preslikao šešir. Taj preslik - pentimento, bio je konačan dokaz da je slika koju je Mahon kupio zapravo Caravaggiov original, jer slikar-kopist u svojem radu nikada ne radi takve kreativne izmjene.